# Ditaxis
Ditaxis é um género botânico pertencente à família Euphorbiaceae.

## Sinonímia
- Aphora Nutt.
- Paxiuscula Herter
- Stenonia Didr.

## Espécies
Composto por 81 espécies:
| - Ditaxis acaulis - Ditaxis adenophora - Ditaxis aphoroides - Ditaxis argentea - Ditaxis argothamnoides - Ditaxis arlynniana - Ditaxis blodgetti - Ditaxis blodgettii - Ditaxis brandegei - Ditaxis brandegeei - Ditaxis brasiliensis - Ditaxis breviramea - Ditaxis californica - Ditaxis calycina - Ditaxis castaneaefolia - Ditaxis catamarcensis - Ditaxis chiropetala - Ditaxis chrysantha - Ditaxis clariana - Ditaxis cordata - Ditaxis cuneifolia - Ditaxis cyanophylla - Ditaxis depressa - Ditaxis desertorum - Ditaxis dioica - Ditaxis diversiflora - Ditaxis dressleriana | - Ditaxis erubescens - Ditaxis fasciculata - Ditaxis fendleri - Ditaxis gardneri - Ditaxis gentryi - Ditaxis glabella - Ditaxis gracilis - Ditaxis guatemalensis - Ditaxis haitiensis - Ditaxis haemiolandra - Ditaxis heterantha - Ditaxis hilariana - Ditaxis humilis - Ditaxis illimaniensis - Ditaxis jablonszkyana - Ditaxis katharinae - Ditaxis lanceolata - Ditaxis lancifolia - Ditaxis laevis - Ditaxis linearifolia - Ditaxis loevis - Ditaxis macrantha - Ditaxis macrobotrys - Ditaxis malmeana - Ditaxis malpighiacea - Ditaxis malpighipila - Ditaxis malpighiipila | - Ditaxis manzanilloana - Ditaxis melochiaefolia - Ditaxis mercurialina - Ditaxis micrandra - Ditaxis montevidensis - Ditaxis neo - Ditaxis neomexicana - Ditaxis odontophylla - Ditaxis palmeri - Ditaxis pilosissima - Ditaxis polygama - Ditaxis polymorpha - Ditaxis pringlei - Ditaxis purpurascens - Ditaxis rhizantha - Ditaxis rosularis - Ditaxis rubricaulis - Ditaxis salina - Ditaxis sellowiana - Ditaxis serrata - Ditaxis sericophylla - Ditaxis simoniana - Ditaxis simulans - Ditaxis sinaloae - Ditaxis tinctoria - Ditaxis trinervia - Ditaxis triplinervia |

## Nome e referências
Ditaxis Vahl ex A.Juss.